# Allsvenskan 1986
La stagione 1986 è stata la sessantaduesima edizione della Allsvenskan, massimo livello del campionato di calcio svedese.

## Avvenimenti
Dopo una partenza favorevole al Brage, la regular season fu per il secondo anno consecutivo dominata dal Malmö FF, che a partire dalla settima giornata guidò la graduatoria divenendo la prima squadra a ottenere l'accesso ai playoff. Nelle posizioni immediatamente successive giunsero l'IFK Göteborg, l'AIK e il Norrköping, con quest'ultima squadra che rimediò il visto per la fase finale grazie ad una differenza reti favorevole nei confronti del Halmstad. La lotta per non retrocedere vide coinvolte numerose squadre, fra cui anche i campioni uscenti dell'Örgryte: al termine della stagione cadde in Division 1 il Djurgården, seguito dai vincitori della Coppa di Svezia del Kalmar, cui risultò inutile la vittoria all'ultima giornata con il Norrköping. Nelle semifinali dei playoff, entrambe conclusesi in parità per somma dei risultati, la regola dei gol fuori casa premiò AIK e Malmö FF: rimediando alla sconfitta rimediata a Solna con un 5-2 interno, quest'ultima squadra poté fregiarsi del suo tredicesimo titolo nazionale.

## Squadre partecipanti

### Profili
| Club partecipanti | Club partecipanti | Città      | Stadio                     | Stagione 1985                                         |
| ----------------- | ----------------- | ---------- | -------------------------- | ----------------------------------------------------- |
| AIK               | dettagli          | Stoccolma  | Råsunda                    | 5° in Allsvenskan                                     |
| Brage             | dettagli          | Borlänge   | Domnarvsvallen             | 9° in Allsvenskan                                     |
| Djurgården        | dettagli          | Stoccolma  | Stockholms Olympiastadion  | 1ª in Division 2 (gir. Nord)                          |
| Elfsborg          | dettagli          | Borås      | Ryavallen                  | 1ª in Division 2 (gir. Sud)                           |
| IFK Göteborg      | dettagli          | Göteborg   | Ullevi                     | 4° in Allsvenskan (finalista ai playoff)              |
| Hammarby          | dettagli          | Stoccolma  | Söderstadion               | 6° in Allsvenskan                                     |
| Halmstad          | dettagli          | Halmstad   | Örjans Vall                | 7° in Allsvenskan                                     |
| Kalmar            | dettagli          | Kalmar     | Fredriksskans Idrottsplats | 2° in Allsvenskan (semifinalista ai playoff)          |
| Malmö FF          | dettagli          | Malmö      | Malmö Stadion              | 1° in Allsvenskan (semifinalista dei playoff)         |
| IFK Norrköping    | dettagli          | Norrköping | Norrköpings Idrottspark    | 10° in Allsvenskan                                    |
| Örgryte           | dettagli          | Göteborg   | Ullevi                     | Campione di Svezia dopo i playoff (4° in Allsvenskan) |
| Öster             | dettagli          | Växjö      | Värendsvallen              | 8° in Allsvenskan                                     |

### Allenatori
| Club         | Allenatore       |
| ------------ | ---------------- |
| AIK          | Rolf Zetterlund  |
| Brage        | Jan Mak          |
| Djurgården   | Björn Westerberg |
| Elfsborg     | Leif Målberg     |
| IFK Göteborg | Gunder Bengtsson |
| Halmstad     | Stefan Lundin    |

| Club           | Allenatore        |
| -------------- | ----------------- |
| Hammarby       | Lars Wass         |
| Kalmar         | Allan Hebo Larsen |
| Malmö FF       | Roy Hodgson       |
| IFK Norrköping | Sören Cratz       |
| Örgryte        | Agne Simonsson    |
| Öster          | Bo Johansson      |

## Classifica finale
|  | Pos. | Squadra        | Pt | G  | V  | N | P  | GF | GS | DR  |
|  | ---- | -------------- | -- | -- | -- | - | -- | -- | -- | --- |
|  | 1.   | Malmö FF       | 37 | 22 | 16 | 5 | 1  | 49 | 11 | +38 |
|  | 2.   | IFK Göteborg   | 31 | 22 | 13 | 5 | 4  | 44 | 17 | +27 |
|  | 3.   | AIK            | 25 | 22 | 9  | 7 | 6  | 29 | 21 | +8  |
|  | 4.   | IFK Norrköping | 21 | 22 | 9  | 3 | 10 | 30 | 30 | 0   |
|  | 5.   | Halmstad       | 21 | 22 | 8  | 5 | 9  | 25 | 32 | -7  |
|  | 6.   | Hammarby       | 20 | 22 | 8  | 4 | 10 | 31 | 38 | -7  |
|  | 7.   | Öster          | 20 | 22 | 6  | 8 | 8  | 20 | 28 | -8  |
|  | 8.   | Brage          | 20 | 22 | 8  | 4 | 10 | 19 | 27 | -8  |
|  | 9.   | Örgryte        | 19 | 22 | 7  | 5 | 10 | 33 | 35 | -2  |
|  | 10.  | Elfsborg       | 18 | 22 | 5  | 8 | 9  | 19 | 26 | -7  |
|  | 11.  | Kalmar         | 17 | 22 | 5  | 7 | 10 | 22 | 36 | -14 |
|  | 12.  | Djurgården     | 15 | 22 | 7  | 1 | 14 | 23 | 43 | -20 |

Legenda:

         Campione di Svezia e qualificata in Coppa dei Campioni 1987-1988
         Qualificata in Coppa delle Coppe 1987-1988.
         Qualificate in Coppa UEFA 1987-1988
         Retrocesse in Division 1 1987

Due punti a vittoria, uno a pareggio, zero a sconfitta.
Malmö FF campione di Svezia come vincitore del playoff finale, a cui ebbe accesso assieme a IFK Göteborg, AIK e Norrköping.
Kalmar qualificato in Coppa delle Coppe 1987-1988 come vincitore della Coppa di Svezia.

## Risultati

### Play-off

#### Tabellone
|  | Semifinali     | Semifinali     | Semifinali | Semifinali | Semifinali |  |  | Finale   | Finale   | Finale | Finale | Finale |  |
|  |                |                |            |            |            |  |  |          |          |        |        |        |  |
|  | Malmö FF       | Malmö FF       | 2          | 0          | 2          |  |  |          |          |        |        |        |  |
|  | IFK Norrköping | IFK Norrköping | 2          | 0          | 2          |  |  | Malmö FF | Malmö FF | 0      | 5      | 5      |  |
|  | AIK            | AIK            | 0          | 1          | 1          |  |  | AIK      | AIK      | 1      | 2      | 3      |  |
|  | IFK Göteborg   | IFK Göteborg   | 0          | 1          | 1          |  |  |          |          |        |        |        |  |

#### Semifinali
|              | Risultati |              | Luogo e data                |  |
| ------------ | --------- | ------------ | --------------------------- |  |
| Norrköping   | 2 - 2     | Malmö FF     | Norrköping, 15 ottobre 1986 |  |
| Malmö FF     | 0 - 0     | Norrköping   | Malmö, 18 ottobre 1986      |  |
|              |           |              |                             |  |
| AIK          | 0 - 0     | IFK Göteborg | Solna, 15 ottobre 1986      |  |
| IFK Göteborg | 1 - 1     | AIK          | Göteborg, 18 ottobre 1986   |  |

#### Finale
|          | Risultati |          | Luogo e data            |  |
| -------- | --------- | -------- | ----------------------- |  |
| AIK      | 1 - 0     | Malmö FF | Solna, 26 ottobre 1986  |  |
| Malmö FF | 5 - 2     | AIK      | Malmö, 1º novembre 1986 |  |

## Statistiche

### Classifica dei marcatori
Nel corso del campionato sono state segnate complessivamente 344 reti. Di seguito la classifica marcatori:
| Gol |  |  | Giocatore         | Squadra      |
| --- |  |  | ----------------- | ------------ |
| 13  |  |  | Johnny Ekström    | IFK Göteborg |
| 10  |  |  | Peter Karlsson    | Kalmar       |
| 9   |  |  | Ulf Eriksson      | Hammarby     |
| 9   |  |  | Peter Gerhardsson | Hammarby     |
| 9   |  |  | Lars Larsson      | Malmö FF     |
| 9   |  |  | Torbjörn Nilsson  | IFK Göteborg |